# Вождєв Павло Олександрович
Павло́ Олекса́ндрович Вождєв (нар. 6 травня 1976, Керч — пом. 18 липня 2016, Водяне) — старший сержант Збройних сил України, учасник російсько-української війни.

## Життєпис
Народився 1976 року в Керчі, там же мешкав й служив — у Керченському батальйоні морської піхоти.
Після окупації Криму російськими військами вийшов на материкову Україну, на початку бойових дій вирушив на фронт. Старший сержант, командир протитанкового взводу 1-го окремого батальйону морської піхоти, 36-та окрема бригада.
18 липня 2016 року загинув від вогнепального осколкового поранення внаслідок обстрілу з протитанкового гранатомету опорного посту біля Водяного (за іншими даними — помер у лікарні від осколкових поранень у голову, ногу і груди).
20 липня 2016 року з Павлом попрощалися у військовій частині, похований в Миколаєві.
Родина Павла проживає в Керчі.

## Нагороди та вшанування
- указом Президента України № 421/2016 від 29 вересня 2016 року «за особисту мужність і високий професіоналізм, виявлені у захисті державного суверенітету та територіальної цілісності України, вірність військовій присязі» — нагороджений орденом Богдана Хмельницького III ступеня (посмертно)[1].